# Космос-758
Космос-758 (Янтарь-2К) — советский разведывательный спутник, нёсший на борту аппаратуру для оптической фотосъёмки. Был запущен 5 сентября 1975 года с космодрома «Плесецк». Спутник был самоуничтожен на орбите.

## Запуск
Запуск «Космос-758» состоялся в 14:50 по Гринвичу 5 сентября 1975 года. Для вывода спутника на орбиту использовалась ракета-носитель «Союз-У». Старт был осуществлён с площадки 43/3 космодрома «Плесецк». После успешного вывода на орбиту спутник получил обозначение «Космос-758», международное обозначение 1975-080A и номер по каталогу спутников 08191.
«Космос-758» должен был эксплуатироваться на низкой околоземной орбите. По состоянию на 22 июля 1976 года он имел перигей 181 километров, апогей 351 километров и наклон 67,2° с периодом обращения 89,6 минут.

## Инцидент
На второй день полёта в результате нештатной ситуации на космическом аппарате вышла из строя тормозная двигательная установка. В связи с невозможностью возврата на Землю 6 сентября 1975 года в 19:06 по Гринвичу «Космос-758» был взорван на орбите. В космосе образовалось облако обломков, всего было каталогизировано 76 фрагментов.

## Космический аппарат
Спутник «Космос-758» соответствовал серии «Янтарь-2К» разработанной в ОКБ-1 С. П. Королёва (РКК «Энергия»). Данные спутники использовались для оптической разведки и несли на борту фотоаппаратуру «Жемчуг-4» и бортовую ЭВМ «Салют-3М». Отсек с аппаратурой возвращался после миссии на Землю, а для оперативной доставки на поверхность отснятых фотоматериалов космический аппарат имел два дополнительных возвращаемых отсека. Масса аппарата составляла примерно 6600 кг.